# Taedonggang (Pjongjang)
Taedonggang (kor. 대동강구역, Taedonggang-guyŏk) – jedna z 19 dzielnic stolicy Korei Północnej, Pjongjangu. Znajduje się we wschodniej części miasta. W 2008 roku liczyła 207 081 mieszkańców. Składa się z 25 osiedli (kor. dong). Graniczy z dzielnicami Taesŏng na północy, Tongdaewŏn na południu, Sadong na wschodzie, a także z rzeką Taedong-gang i Śródmieściem Pjongjangu na zachodzie.

## Historia
Pierwotnie była częścią powiatu Taedong (prowincja P’yŏngan Południowy). W okresie przed wyzwoleniem Korei spod okupacji japońskiej, tereny konstytuujące współcześnie dzielnicę Taedonggang wchodziły w skład wsi Ŭiam, Och'on i Munsu, a także w skład wsi Sadong, będącej częścią miejscowości Juŭlmi (powiat Taedong). W 1938 roku wsie Ŭiam oraz Munsu przyłączono do Pjongjangu, a we wrześniu 1946 znalazły się one w administracyjnych granicach Śródmieścia Pjongjangu. W październiku 1960 roku w skład dzielnicy włączono kolejne tereny powiatu Taedong. W marcu 1983 w skład dzielnicy włączono mniejszą dzielnicę Munsu, a część osiedli dzielnicy Taedonggang przekazano dzielnicy Sadong.

## Podział administracyjny dzielnicy
W skład dzielnicy wchodzą następujące jednostki administracyjne:
| Nazwa jednostki administracyjnej | Rodzaj jednostki administracyjnej | Chosŏn’gŭl | Hancha   |
| -------------------------------- | --------------------------------- | ---------- | -------- |
| Puksu-dong                       | osiedle                           | 북수동     | 北繡洞   |
| Soryong-1-dong                   | osiedle                           | 소룡1동    | 小龍1洞  |
| Soryong-2-dong                   | osiedle                           | 소룡2동    | 小龍2洞  |
| Taedonggang-dong                 | osiedle                           | 대동강동   | 大洞江洞 |
| T'apje-1-dong                    | osiedle                           | 탑제1동    | 탑제1동  |
| T'apje-2-dong                    | osiedle                           | 탑제2동    | 탑제2동  |
| T'apje-3-dong                    | osiedle                           | 탑제3동    | 탑제3동  |
| Sagok-1-dong                     | osiedle                           | 사곡1동    | 四谷1洞  |
| Sagok-2-dong                     | osiedle                           | 사곡2동    | 四谷2洞  |
| Tongmun-1-dong                   | osiedle                           | 동문1동    | 東門1洞  |
| Tongmun-2-dong                   | osiedle                           | 동문2동    | 東門2洞  |
| Munhŭng-1-dong                   | osiedle                           | 문흥1동    | 文興1洞  |
| Munhŭng-2-dong                   | osiedle                           | 문흥2동    | 文興2洞  |
| Munsu-1-dong                     | osiedle                           | 문수1동    | 紋繡1洞  |
| Munsu-2-dong                     | osiedle                           | 문수2동    | 紋繡2洞  |
| Munsu-3-dong                     | osiedle                           | 문수3동    | 紋繡3洞  |
| Ŭiam-dong                        | osiedle                           | 의암동     | 衣岩洞   |
| Ongnyu-1-dong                    | osiedle                           | 옥류1동    | 玉流1洞  |
| Ongnyu-2-dong                    | osiedle                           | 옥류2동    | 玉流2洞  |
| Ongnyu-3-dong                    | osiedle                           | 옥류3동    | 玉流3洞  |
| Rŭngna-1-dong                    | osiedle                           | 릉라1동    | 綾羅1洞  |
| Rŭngna-2-dong                    | osiedle                           | 릉라2동    | 綾羅2洞  |
| Ch'ŏngnyu-1-dong                 | osiedle                           | 청류1동    | 淸流1洞  |
| Ch'ŏngnyu-2-dong                 | osiedle                           | 청류2동    | 淸流2洞  |
| Ch'ŏngnyu-3-dong                 | osiedle                           | 청류3동    | 淸流3洞  |

## Ważne miejsca na terenie dzielnicy
- Dzielnica dyplomatyczna (w tym siedziby działających w Korei Północnej organizacji pozarządowych, zajmujących się pomocą humanitarną)
- Wojskowa Akademia Medyczna
- Uniwersytet Stosunków Międzynarodowych
- Uniwersytet Ekonomiczny
- Wyższa Szkoła Mechaniczna
- Uniwersytet Muzyki i Sztuki Tanecznej
- Konserwatorium im. Kim Wŏn Gyuna
- Miejski Szpital Położniczy
- Instytut Tradycyjnej Medycyny Koreańskiej
- Miejska Kręgielnia
- Stołeczna Fabryka Telewizorów
- Fabryka zabawek dla dzieci
- Pomnik Powstania Partii Pracy Korei